# محمد أيوب (سياسي)
محمد أيوب (بالإنجليزية: Mohamed Ayub)‏ هو سياسي هندي، ولد في 1955. حزبياً، نشط في Peace Party of India ‏.